# Streekvervoer Haaglanden
Hieronder staan de buslijnen van Streekvervoer Haaglanden.

## Geschiedenis
- Vóór de Tweede Wereldoorlog: sinds de jaren 1920 is de autobus in opkomst, en vele particuliere lijntjes met kleine busjes ontstaan. Velen zijn primitief en verdwijnen weer snel. De Westlandse Stoomtram Maatschappij begint vanaf 1923 ook met autobussen te rijden, wat tot 1969 zou duren.[1] Busbedrijf Citosa ging rijden in de omgeving van Waddinxveen, en zou ook tot 1969 blijven bestaan.[2] Busbedrijf de Duinlander rijd vanuit Noordwijk aan Zee naar Den Haag. In 1942 wordt dit bedrijf overgenomen door de NZH.[3]
- Jaren 50: het streekvervoer in Haaglanden werd verzorgd door drie vervoersmaatschappijen, te weten de Citosa, de NZH en de WSM.
- 1 januari 1969: Citosa en de WSM gingen samen verder onder de naam Westnederland met het kantoor in Boskoop.
- 1 november 1994: Westnederland gaat samen met het Zeeuwse Zuid-West-Nederland. De nieuwe naam voor het fusiebedrijf werd ZWN-Groep met de initialen ZWN.
- 10 mei 1999: de ZWN-Groep hield op te bestaan. De ZWN ging samen met Midnet, de NZH en een deel van Oostnet het nieuwe busbedrijf Connexxion vormen, andere deel van Oostnet werd Syntus.
- 30 augustus 2009: de concessie van Connexxion voor busvervoer in regio Haaglanden is overgenomen door Veolia.
- 11 december 2016: Veolia trok zich terug uit het openbaar vervoer en de lopende concessie werd overgenomen door Connexxion.
- 25 augustus 2019: de concessie van Connexxion werd overgedragen aan EBS. Deze concessie loopt tot 14 december 2030.

## Materieel
Tot 2009 zijn o.a. de volgende typen streekbussen te zien geweest in het streekvervoer in Haaglanden:
- Leyland-Den Oudsten/Werkspoor A Road (Bolramer)
- Leyland-Verheul LVB, Leyland-Den Oudsten LOB, DAF-Den Oudsten MB200
- Den Oudsten B88 (SB220)
- Mercedes-Benz O405
- Den Oudsten Alliance (zowel Iveco als DAF)
- MAN ViaBus Caetano
- Mercedes-Benz Citaro
- VDL Berkhof Ambassador

Ter vervanging van deze bussen besloot stadsgewest bij de nieuwe concessie één soort bus te laten rijden. De MAN Lion's City A21 (CNG) was het type bus dat vanaf 2009 alleen nog maar ging rijden op alle concessies binnen de grenzen van Haaglanden.
Sinds 25 augustus 2019 zijn de volgende bussen gaan rijden: 83 stuks Mercedes-Benz Citaro C2 NGT Hybrid voor R-net en de streeklijnen, 10 stuks Mercedes-Benz Citaro C2 G NGT Hybrid voor R-net en de drukke streeklijnen, 23 stuks VDL Citea LLE-99 Electric voor de stadsdiensten van Delft en Zoetermeer en 7 stuks VDL MidCity voor de rustige lijnen, buurtbus 284 en de Delfthopper.

## Huidige buslijnen

### Stadsdienst Delft
| Lijn | Route                             | Via | Bijzonderheden                                   |
| ---- | --------------------------------- | --- | ------------------------------------------------ |
| 60   | Station Delft - Nootdorp Metro    | Zuidpoort, Botanische Tuin, Bomenwijk, GGZ Delfland, Defensie, De Bras, Nootdorp Centrum, Station Den Haag Ypenburg |                                                  |
| 61   | Station Delft - Rijswijk, Station | Hof van Delft, Hoornse Hof, Kuyperwijk, Rijswijk (Sion)                                                             |                                                  |
| 62   | Station Delft - Delfgauw          | Zuidpoort, Wippolder, Emerald                                                                                       |                                                  |
| 63   | Station Delft - Delftse Hout      | Zuidpoort, Botanische Tuin, PoortCenter, IKEA                                                                       | Rijdt na 22:30 niet.                             |
| 64   | Station Delft - Tanthof           | De Hoven Passage, Voorhof                                                                                           |                                                  |
| 69   | Station Delft - Technopolis       | Zuidpoort, TU Delft                                                                                                 | Rijdt alleen op werkdagen van 7:00 tot 0:00 uur. |

### Stadsdienst Zoetermeer
| Lijn | Route                                   | Via                       | Bijzonderheden |
| ---- | --------------------------------------- | ------------------------- | -------------- |
| 70   | Centrum-West - Noordhove                | HagaZiekenhuis Zoetermeer |                |
| 71   | Centrum-West - Lansingerland-Zoetermeer | Station, Rokkeveen        |                |

### Streekbussen
| Lijn | Route                                                 | Via                                                                                                   | Bijzonderheden                     |
| ---- | ----------------------------------------------------- | --- | ---------------------------------- |
| 30   | Zoetermeer, Centrum-West - Naaldwijk, Busstation      | Voorweg, Leidschenveen, Ypenburg (Station), Rijswijk (Station), Wateringen, Kwintsheul, Honselersdijk |                                    |
| 31   | Den Haag, Leyenburg - Hoek van Holland, Station Haven | Monster, 's-Gravenzande                                                                               |                                    |
| 33   | Delft, Station - Maassluis, Station Centrum           | Reinier de Graaf Gasthuis, Den Hoorn, Schipluiden, Maasland (Viaduct)                                 |                                    |
| 34   | Monster, Emmaplein - Maassluis, Station Centrum       | Naaldwijk (Busstation), Maasdijk                                                                      | Rijdt niet 's avonds en op zondag. |
| 37   | Den Haag, Leyenburg - Delft, Station                  | Wateringse Veld, Harnaschpolder, Den Hoorn, Buitenhof, Reinier de Graaf Gasthuis                      |                                    |
| 43   | Den Haag, Centraal Station - Leiden, Centraal Station | Wassenaar                                                                                             |                                    |
| 44   | Den Haag, Centraal Station - Wassenaar, Park Duinrell | | Rijdt niet na 19:30 uur.           |
| 45   | Den Haag, Centraal Station - Leiden, Centraal Station | Voorburg (Station), Leidschendam, Voorschoten                                                         |                                    |
| 46   | Den Haag, Centraal Station - Wassenaar, Park Duinrell | Voorburg (Station), Leidschendam, Voorschoten (Station)                                               | Rijdt niet na 19:30 uur.           |
| 51   | Den Haag, Grote Markt - Rijswijk, Station             | Haagse Markt                                                                                          |                                    |
| 53   | Rijswijk, Station - Delft, Station                    | | Spitslijn.                         |
| 144  | Den Haag, Centraal Station - Wassenaar, Park Duinrell | | Rijdt alleen in de zomermaanden.   |

### R-net
| Lijn | Route                                              | Via | Bijzonderheden                                                                                       |
| ---- | -------------------------------------------------- | --- | --- |
| 455  | Zoetermeer, Centrum-West - 's-Gravenzande, De Brug | Pijnacker, Delfgauw, TU Delft (Noord), Station Delft, Reinier de Graaf Gasthuis, Den Hoorn, De Lier, Naaldwijk (Busstation) | Niet alle ritten rijden door vanaf Delft naar 's-Gravenzande.                                        |
| 456  | Den Haag, Leyenburg - Schiedam, Station Centrum    | Poeldijk, Honselersdijk, Naaldwijk, Maasland Viaduct                                                                        | Een vroege rit begint bij de Dynamostraat in Den Haag en een vroege rit begint bij Rotterdam Slinge. |

### Veilinglijnen
De veilinglijnen van en naar FloraHolland in Honselersdijk rijden 's morgens vroeg voor aanvang van de veiling richting de veiling. Na de veiling rijden ze leeg terug.
| Lijn | Route                                                   | Via                              | Bijzonderheden                                                                        |
| ---- | ------------------------------------------------------- | -------------------------------- | ------------------------------------------------------------------------------------- |
| 825  | Honselersdijk, FloraHolland ← Spijkenisse, Halfweg 2    | Hoogvliet, Vlaardingen Holy      | Wordt met personeel en materieel ingezet van de concessie Voorne-Putten en Rozenburg. |
| 826  | Honselersdijk, FloraHolland ← Schiedam, Station Centrum | Vlaardingen, Maasland, Maassluis |                                                                                       |
| 827  | Honselersdijk, FloraHolland ← Den Haag, Broeksloot      |                                  |                                                                                       |

### Buurtbus
| Lijn | Route                                           | Via                                              | Bijzonderheden                          |
| ---- | ----------------------------------------------- | ------------------------------------------------ | --------------------------------------- |
| 284  | Delfgauw, Kerkelijk Centrum - Den Haag Ypenburg | Oude Leede, Pijnacker, Gemeentekantoor, Nootdorp | Rijdt niet 's avonds en in het weekend. |

## Overige buslijnen
De buslijnen die wel door Haaglanden rijden maar en niet bij deze concessie horen, horen bij de concessies bus Rotterdam en Zuid-Holland Noord (ZHN).

### Bus Rotterdam
- Deze concessie wordt gereden door de RET.

| Lijn | Route                                                                  | Via | Bijzonderheden                                                                    |
| ---- | ---------------------------------------------------------------------- | --- | --------------------------------------------------------------------------------- |
| 40   | Delft, Station - Rotterdam, Centraal Station                           | De Zweth, Overschie                                                                                              | Rijdt niet 's avonds en in het weekend.                                           |
| 170  | Zoetermeer, Centrum-West - Rodenrijs, Metrostation                     | Station Zoetermeer, Station Zoetermeer Oost, Station Lansingerland-Zoetermeer, ZoRo-busbaan, Berkel en Rodenrijs | R-net en HOV, rijdt over de ZoRo-busbaan tussen station Rodenrijs en Lansinghage. |
| 173  | Zoetermeer, Station Lansingerland-Zoetermeer - Rodenrijs, Metrostation | Bleiswijk, Bergschenhoek, ZoRo-busbaan, Berkel en Rodenrijs                                                      | R-net en HOV, rijdt over de ZoRo-busbaan tussen station Rodenrijs en Berkelseweg. |
| 174  | Delft, Station - Rotterdam, Station Noord                              | TU wijk, Pijnacker Zuid, Berkel Westpolder, Berkel, Bergschenhoek, Hillegersberg, Schiebroek                     | Tussen Delft en Berkel Westpolder als gemaksbus met beperkte dienst.              |

### Zuid-Holland Noord (ZHN)
- Deze concessie wordt gereden door Qbuzz.

| Lijn | Route                                                     | Via | Bijzonderheden |
| ---- | --------------------------------------------------------- | --- | --- |
| 165  | Zoetermeer, Centrum-West - Alphen aan den Rijn, Station   | Benthuizen, Hazerswoude-Dorp, Hazerswoude-Rijndijk                                                                                      | |
| 382  | Den Haag, Centraal Station - Waddinxveen, Coenecoop Noord | Voorburg, Zoetermeer | snelBuzz en HOV, rijdt alleen in de spits.                                                                         |
| 383  | Den Haag, Centraal Station - Rotterdam, Capelsebrug       | Voorburg, Zoetermeer, Lansingerland-Zoetermeer, Moerkapelle, Zevenhuizen, Rotterdam, Nieuwerkerk aan den IJssel, Capelle aan den IJssel | snelBuzz en HOV, rijdt 's avonds en in het weekend alleen tussen Rotterdam Nesselande en Lansingerland-Zoetermeer. |
| 385  | Den Haag, Centraal Station - Noordwijk, Picképlein        | Wassenaar, Valkenburg, Katwijk aan den Rijn, Katwijk                                                                                    | Qliner en HOV. |
| 386  | Den Haag, Centraal Station - Waddinxveen, Coenecoop Noord | Voorburg, Zoetermeer, Lansingerland-Zoetermeer, Moerkapelle, Zevenhuizen                                                                | Qliner en HOV, rijdt niet 's avonds en in het weekend.                                                             |
| 400  | Zoetermeer, Centrum-West - Noordwijk, ESA ESTEC           | Stompwijk, Zoeterwoude, Leiden, Valkenburg, Katwijk aan den Rijn, Katwijk                                                               | R-net en HOV. |
| 401  | Zoetermeer, Centrum-West - Katwijk, Boulevard Zuid        | Stompwijk, Zoeterwoude, Leiden, Valkenburg, Katwijk aan den Rijn                                                                        | R-net en HOV. |
| 685  | Den Haag, Centraal Station - Oegstgeest, Leidsebuurt      | Wassenaar | |